# 2023년 뉴욕 영화제
제61회 뉴욕 영화제는 2023년 9월 29일부터 10월 15일까지 링컨 센터에서 필름 주최로 개최되었다.
토드 헤인스의 로맨틱 드라마 메이 디셈버는 2023년 '오프닝 나이트 필름(Opening Night Film)'으로 선정됐고, 소피아 코폴라의 전기 드라마 프리실라 (2023년 영화)(Priscilla)는 NYFF의 '센터피스'로 선정됐다. 마이클 만 (영화 감독)(Michael Mann)의 스포츠 드라마 페라리 (영화)(Ferrari)가 영화제의 "폐막작 영화"로 선정되었다. 공식 "메인 슬레이트" 셀렉션은 2023년 8월 8일에 발표되었다. 이어 2023년 8월 17일에 "스포트라이트 갈라" 섹션이 발표되었다. "리바이벌" 섹션의 라인업은 2023년 8월 22일에 발표되었다. 슬레이트는 2023년 8월 23일에 발표되었다.
NYFF의 "메인 슬레이트"에는 애니 베이커, 바스 데보스, 펠리페 갈베스, 조너선 글레이저, 앤드루 헤이그, 레이븐 잭슨, 마이클 만 (영화 감독), 로드리고 모레노, 폴 B. 프레시아도, 왕빙 (영화 감독) 및 장루이 (배우)가 처음으로 등장했다.